# 호르헤 이과인
호르헤 니콜라스 "엘 피파" 이과인(Jorge Nicolás "El Pipa" Higuaín, 1957년 6월 8일, 아르헨티나, 부에노스 아이레스 ~ )은 아르헨티나의 전 축구 선수이다. 이과인의 가족 모두가 축구 선수 출신으로서, 호르헤는 아르헨티나의 유명한 축구 선수 곤살로 이과인의 친아버지로 알려져 있다. 호르헤는 아들 곤살로와는 달리 현역 시절 수비수였다.
호르헤 이과인은 낸시 이과인 사이에서 슬하에 4남을 두었으며 페데리코 이과인은 차남, 곤살로 이과인은 3남이다.

## 일화
호르헤는 원래 아르헨티나의 부에노스아이레스에서 태어났지만, 호르헤가 프랑스 르샹피오나의 축구 클럽인 스타드 브레스트 29에서 선수로 활약하기 위해 잠시 프랑스로 건너간 사이 아들 곤살로가 태어났기 때문에, 곤살로는 이과인의 가족 중에 유일하게 프랑스 국적을 취득했다.

## 가족
- 부인 낸시 이과인
  - 장남 니콜라스 이과인
  - 차남 페데리코 이과인
  - 삼남 곤살로 이과인
  - 사남 라우타로 이과인